# Magnolia cubensis
Magnolia cubensis är en magnoliaväxtart som beskrevs av Ignatz Urban. Magnolia cubensis ingår i släktet Magnolia och familjen magnoliaväxter.

## Underarter
Arten delas in i följande underarter:
- M. c. acunae
- M. c. cacuminicola
- M. c. cubensis
- M. c. turquinensis